# تونی تن
تونی تن کنگ یام چینی ساده: 陈庆炎; چینی سنتی: 陳慶炎; پین‌یین: Chén Qìngyán; Pe̍h-ōe-jī: Tân Khèng-iām، (زاده ۷ فوریه ۱۹۴۰، در سنگاپور) هفتمین رئیس‌جمهور سنگاپور است.
او در اوت ۲۰۱۱ با ۳۵ درصد آرا به ریاست جمهوری برگزیده شد.